# ノース・クイーンズランド・スタジアム
ノース・クイーンズランド・スタジアム（North Queensland Stadium）は、オーストラリアのクイーンズランド州タウンズビル郊外のレイルウェイ・エステートにあるスタジアムである。ラグビーリーグのノース・クイーンズランド・カウボーイズの本拠地である。命名権により、クイーンズランド・カントリー・バンク・スタジアム（Queensland Country Bank Stadium）ともいう。

## 概要
主に、13人制ラグビーリーグのほか、15人制ラグビーユニオン、サッカーなどで使われる。
2020年からラグビーリーグのノース・クイーンズランド・カウボーイズの男子チームの本拠地であり、2023年からは女子チームもホームゲームを何回か開催している。

## 歴史
2010年、2022 FIFAワールドカップの開催地にオーストラリアが立候補した際に建設計画が協議されたが、成らなかった。
2015年のクイーンズランド州選挙で、建設計画が争点となる。同年10月に、地元タウンズビルを本拠地としているラグビーリーグのノース・クイーンズランド・カウボーイズが、初のナショナルラグビーリーグで1部昇格。連邦政府の資金提供も得られたことで、スタジアム建設が現実のものになった。
スタジアムの建設は2017年8月18日に始まり、 2020年2月に完成。スタジアムは、2020年マスタービルダーズクイーンズランド建設賞ノースクイーンズランド部門で3つの賞（年間最優秀プロジェクト賞、最優秀スポーツ施設賞、職場の健康と安全における優秀賞）を受賞した。
2019年12月12日、クイーンズランド・カントリー・クレジット・ユニオン（Queensland Country Credit Union）が命名権スポンサーに決定し、クイーンズランド・カントリー・バンク・スタジアムという名称がつけられた。
2020年2月29日、エルトン・ジョンのワールドツアーコンサートでこけら落としを開催。続いて3月13日に、ナショナルラグビーリーグ第1節「ノース・クイーンズランド・カウボーイズ 対 ブリスベン・ブロンコス」戦が行われた。
2021年6月9日、新型コロナウイルス感染症の流行によりメルボルンでのラグビーリーグシーズン第1戦の開催が困難になったため、タウンズビルのこのスタジアムに変更。グラウンドの北端に仮設スタンドを設置し収容人数を28,000人に増やして開催し、27,533人の観客を集めた。
2021年9月25日、15人制ラグビーユニオンのザ・ラグビーチャンピオンシップ2021の対戦で、スプリングボクスとオールブラックスが両チーム100回目のテストマッチを実施。ダブルヘッダーで、オーストラリア代表とアルゼンチン代表も対戦した。
2022年4月8日、オーストラリア女子とニュージーランド女子の国際サッカー試合を初めて開催した。
2027年、ラグビーユニオン「ラグビーワールドカップ2027」プール戦会場として4試合が行われる。